# Vườn quốc định Hayachine
Vườn quốc định Hayachine (早池峰国定公園 Hayachine Kokutei Kōen) là một Khu bảo tồn được coi như Vườn quốc gia ở trung tâm tỉnh Iwate, Nhật Bản. Được thành lập vào năm 1982, tính năng chính của khu vực là núi Hayachine cao 1.914 m (6.280 ft) và núi Yakushi (薬師岳?) cao 1.645 m (5.397 ft). Kết nối giữa hai ngọn núi Hayachine và Yakushi là các khu rừng, mở rộng ra tới các thành phố Hanamaki, Tōno và Miyako. Các ngọn núi cao và khu rừng gắn kết tại đây cũng là một Di tích tự nhiên đặc biệt của Nhật Bản.